# Ligue de football universitaire du Québec
La ligue de football universitaire du Québec (LFUQ) regroupe les universités québécoises participant au programme de football canadien du U Sports, anciennement sport interuniversitaire canadien (SIC). Chapeautée par le Réseau du sport étudiant du Québec, la ligue est l'une des quatre conférences de Football U Sports. Le champion de la LFUQ se voit décerner la Coupe Dunsmore et peut participer à l'une des deux coupes de demi-finale nationale, la Coupe Mitchell ou la Coupe Uteck, en affrontant un des champions des trois autres conférences de Football U Sports.
La ligue de football universitaire du Québec est fondée en 2001, après le départ de l'Université Queen's et de l'Université d'Ottawa de la Conférence Ontario-Québec de Football Inter-Collégial (OQIFC). D'abord connu sous le nom de Conférence Québec de Football Inter-Collégial (QIFC), c'est en 2004 que le nom de ligue de football universitaire du Québec est choisi.

## Histoire
L'histoire du football universitaire au Québec est associée de près à la naissance du football au Canada. La première ligue interuniversitaire est la Canadian Intercollegiate Rugby Football Union (CIRFU). Fondée en 1897, les compétitions débutent en 1898. Les équipes de la CIRFU compétitionnent alors pour la Coupe Yates, créé en 1898 par H. B. Yates de l'Université McGill est décerné annuellement au champion de la ligue. Les premières équipes compétitionnant au sein de la ligue sont les Redmen de McGill, les Goldon Gaels de Queen's, et les Varsity Blues de Toronto. Dans les années suivantes s'ajoute les Gee-Gees d'Ottawa (1905–1912), le Royal Military College (1913), les Mustangs de Western Ontario (1929–1970), les Marauders de McMaster (1952–1953, 1968–1970), et les Warriors de Waterloo  (1968–1970). En 1953, l'Association sportive Ottawa-St-Laurent (OSLAA) est formée avec les Gaiters de l'Université Bishop's, le Collège militaire royal, les Warriors de Loyola College, les College Aggies de Macdonald, et le St. Patrick's College.
En 1971, le Central Canada Intercollegiate Football Conference (CCIFC) fondé en 1967, se réorganise complètement en basant les associations régionales selon les frontières provinciales. L’Association sportive universitaire de l’Ontario et du Québec et l’Association sportive Ottawa-St-Laurent se sont restructurées pour former, en 1971 l’Association sportive universitaire de l’Ontario (ASUO) et l’Association sportive universitaire du Québec (ASUQ). En 1973, l'ASUQ cesse ses activités et en 1974, des universités ontariennes et québécoises s'associent pour former la Conférence Ontario-Québec de Football Inter-Collégial (OQIFC). Cette nouvelle ligue comprend deux divisions, l'Ouest et l'Est. Toutes les universités québécoises, Carleton, Ottawa, Queen's et pour les saisons 1974 et 1975 Toronto, font partie de la division Est.
Autre réorganisation à la Conférence Ontario-Québec de Football Inter-Collégial en 1980, la division Ouest devient Sports universitaires de l'Ontario. La division Est conserve le nom de Conférence Ontario-Québec de Football Inter-Collégial. 
En 1999, l’Université Carleton abandonne son programme de football.  En 2001, les Universités d’Ottawa et de Queen’s quittent la Conférence Ontario-Québec pour se joindre à la Conférence de l’Ontario.  La référence à l’Ontario est enlevé du nom, et devient tout simplement la Conférence Québec de Football Inter-Collégial (QIFC). En 2004 le nom de ligue de football universitaire du Québec est choisi.
Les Universités de Montréal (en 2002) et de Sherbrooke (en 2003) réactivent leurs programmes de football respectifs, et se joignent à la QIFC, qui deviendra en 2004 la Ligue de Football Universitaire du Québec (LFUQ).

### Équipes formant la Conférence Ontario-Québec de Football Inter-Collégial (OQIFC) de 1980 à 2000
- Gaiters de l'Université Bishop's
- Ravens de l'Université Carleton  (jusqu’en 1998)
- Stingers de l'Université Concordia
- Redmen de l'Université McGill
- Gee-Gee's de l'Université d'Ottawa (jusqu’en 2000)
- Golden Gaels de l'Université Queen's  (jusqu’en 2000)
- Rouge et Or de l'Université Laval  (depuis 1996)

### Équipes formant actuellement la Ligue de Football Universitaire du Québec (LFUQ)
- Stingers de l'Université Concordia
- Redbirds de l'Université McGill
- Rouge et Or de l'Université Laval
- Carabins de l'Université de Montréal  (depuis 2002)
- Vert & Or de l'Université de Sherbrooke  (depuis 2003)

## Champions de la Coupe Dunsmore depuis 1980
- 1980:  Ottawa
- 1981:  Queen's
- 1982:  Concordia
- 1983:  Queen's
- 1984:  Queen's
- 1985:  Carleton
- 1986:  Bishop's
- 1987:  McGill
- 1988:  Bishop's
- 1989:  Queen's
- 1990:  Bishop's
- 1991:  Queen's
- 1992:  Queen's
- 1993:  Concordia
- 1994:  Bishop's
- 1995:  Ottawa
- 1996:  Ottawa
- 1997:  Queen's  (Ottawa a vu son titre lui être retiré, à la suite de l'utilisation d’un joueur non éligible)
- 1998:  Concordia
- 1999:  Laval
- 2000:  Ottawa
- 2001:  McGill  (Laval a vu son titre lui être retiré, à la suite de l'utilisation d’un joueur non éligible)
- 2002:  McGill
- 2003:  Laval
- 2004:  Laval
- 2005:  Laval
- 2006:  Laval
- 2007:  Laval
- 2008:  Laval
- 2009:  Laval
- 2010:  Laval
- 2011:  Laval
- 2012:  Laval
- 2013:  Laval
- 2014: Montréal
- 2015: Montréal
- 2016: Laval
- 2017: Laval
- 2018: Laval
- 2019: Montréal
- 2021: Montréal
- 2022: Laval
- 2023: Montréal
- 2024: Laval

## Classement par saison depuis 1995
| 1995 PJ G P N PP PC PTS Ottawa * 8 5 3 0 224 180 10 Queen's 8 5 3 0 131 97 10 Bishop's 8 5 3 0 200 166 10 Concordia 8 4 4 0 189 198 8 McGill 8 3 4 1 122 140 7 Carleton 8 1 6 1 136 221 3 | 1996 PJ G P N PP PC PTS Ottawa * 8 6 2 0 280 110 12 McGill 8 5 3 0 161 164 10 Queen's 8 5 3 0 137 142 10 Carleton 8 5 3 0 137 149 10 Bishop's 8 4 4 0 195 168 8 Concordia 8 2 6 0 152 191 4 Laval 8 1 7 0 91 229 2 |
| 1997 PJ G P N PP PC PTS Queen's * 8 6 2 0 183 106 12 Ottawa 8 6 2 0 163 157 12 Concordia 8 5 3 0 202 171 10 McGill 8 4 4 0 125 143 8 Bishop's 8 3 5 0 136 114 6 Laval 8 3 5 0 130 190 6 Carleton 8 1 7 0 106 174 2 En 1997, Bishop's a perdu par forfait des matches contre Laval, McGill et Concordia. À la suite de l'utilisation d’un joueur non éligible, Ottawa a vu son titre de la Coupe Dunsmore lui être retiré au profit de Queen's, qu'ils avaient affrontés en finale. | 1998 PJ G P N PP PC PTS Concordia * 8 6 2 0 233 141 12 Ottawa 8 6 2 0 267 184 12 Laval 8 4 4 0 181 156 8 Bishop's 8 4 4 0 189 193 8 McGill 8 4 4 0 110 166 8 Queen's 8 3 5 0 208 170 6 Carleton 8 1 7 0 102 280 2  |
| 1999 PJ G P N PP PC PTS Ottawa 8 8 0 0 282 193 16 Concordia 8 6 2 0 222 148 12 Laval ** 8 6 2 0 237 123 12 McGill 8 3 5 0 155 225 6 Queen's 8 2 6 0 179 189 4 Bishop's 8 2 6 0 129 193 4 | 2000 PJ G P N PP PC PTS Laval 8 8 0 0 237 103 16 Ottawa * 8 7 1 0 292 52 14 McGill 8 5 3 0 174 174 10 Bishop's 8 2 6 0 150 196 4 Concordia 8 2 6 0 153 204 4 Queen's 8 1 7 0 114 312 2                             |
| 2001 PJ G P N PP PC PTS Laval 8 5 3 0 234 95 10 Concordia 8 5 3 0 174 191 10 McGill * 8 4 4 0 161 166 8 Bishop's 8 2 6 0 107 224 4 En 2001, à la suite de l'utilisation d'un joueur non éligible, Laval a ensuite perdu tous ses points, tous ses matches ayant été déclarés perdus par forfait. Ils sont passés d’une fiche de 5-3 à 0-8, et a vu son titre de la Coupe Dunsmore lui être retiré au profit de McGill, qu'ils avaient affrontés en finale.                         | 2002 PJ G P N PP PC PTS McGill * 8 7 1 0 299 95 14 Laval 8 6 2 0 311 124 12 Concordia 8 4 4 0 217 184 8 Bishop's 8 2 6 0 143 270 4 Montréal 8 0 8 0 62 359 0                                                       |
| 2003 PJ G P N PP PC PTS Laval ** 8 7 1 0 481 86 14 Concordia 8 7 1 0 288 115 14 Montréal 8 6 2 0 220 160 12 Bishop's 8 3 5 0 171 205 6 McGill 8 2 6 0 191 327 4 Sherbrooke 8 0 8 0 10 491 0 | 2004 PJ G P N PP PC PTS Montréal 8 8 0 0 268 105 16 Laval ** 8 7 1 0 229 67 14 McGill 8 4 4 0 180 196 8 Concordia 8 4 4 0 157 152 8 Sherbrooke 8 3 5 0 135 246 6 Bishop's 8 1 7 0 100 243 2                        |
| 2005 PJ G P N PP PC PTS Laval * 8 8 0 0 305 75 16 Montréal 8 6 2 0 227 157 12 Concordia 8 6 2 0 234 134 12 Sherbrooke 8 4 4 0 174 225 8 Bishop's 8 1 7 0 131 233 2 McGill 8 1 7 0 119 231 2 | 2006 PJ G P N PP PC PTS Laval ** 8 7 1 0 218 100 14 Concordia 8 6 2 0 229 131 12 Montréal 8 6 2 0 188 138 12 McGill 8 4 4 0 157 168 8 Sherbrooke 8 3 5 0 181 210 6 Bishop's 8 1 7 0 117 249 2                      |
| 2007 PJ G P N PP PC PTS Laval * 8 8 0 0 312 120 16 Bishop's 8 5 3 0 219 176 10 Concordia 8 5 3 0 182 172 10 Montréal 8 4 4 0 151 149 8 Sherbrooke 8 4 4 0 233 189 8 McGill 8 0 8 0 144 289 0 | 2008 PJ G P N PP PC PTS Laval ** 8 8 0 0 337 60 16 Concordia 8 5 3 0 228 180 10 Sherbrooke 8 5 3 0 190 153 10 Montréal 8 5 3 0 273 138 10 Bishop's 8 3 5 0 170 255 6 McGill 8 0 8 0 131 413 0                      |
| 2009 PJ G P N PP PC PTS Laval * 8 7 1 0 333 61 14 Montréal 8 5 3 0 222 146 10 Bishop's 8 4 4 0 171 232 8 Concordia 8 3 5 0 190 227 6 Sherbrooke 8 3 5 0 181 267 6 McGill 8 3 5 0 153 174 6 | 2010 PJ G P N PP PC PTS Laval ** 9 9 0 0 411 58 18 Montréal 9 6 3 0 227 146 12 Sherbrooke 9 5 4 0 261 205 10 Bishop's 9 5 4 0 186 248 10 Concordia 9 4 5 0 171 262 8 McGill 9 0 9 0 102 330 0                      |
| 2011 PJ G P N PP PC PTS Laval * 9 8 1 0 295 108 16 Sherbrooke 9 7 2 0 255 195 14 Montréal 9 6 3 0 202 152 12 Concordia 9 4 5 0 227 246 8 Bishop's 9 3 6 0 178 277 6 McGill 9 0 9 0 139 287 0 | |

L'astérisque (*) indique l'équipe ayant remporté la Coupe Dunsmore.
Deux astérisques (**) indiquent l'équipe ayant remporté la Coupe Dunsmore et la Coupe Vanier.